# Светско првенство у фудбалу за жене 2003. − група А
Група А ФИФА Светског првенства за жене 2003. била је једна од четири групе репрезентација које су се такмичиле на Светском првенству за жене 2011. и коју су чиниле Нигерија, Северна Кореја, Шведска и Сједињене Државе. Група је такмичење почела 20. септембра, а завршила је 28. септембра. Бранилац титуле и домаћин Сједињене Државе су на челу групе са 100% успешности, а у другом колу им се придружила и Шведска, која је пребродила пораз у првој утакмици и пласирала се у нокаут фазу.

## Табела
| Pos | Тим              | О | П | Н | И | ГД | ГП | ГР  | Бод. | Qualification                   |
| --- | ---------------- | - | - | - | - | -- | -- | --- | ---- | ------------------------------- |
| 1   | Сједињене Државе | 3 | 3 | 0 | 0 | 11 | 1  | +10 | 9    | Квалификовала се за нокаут фазу |
| 2   | Шведска          | 3 | 2 | 0 | 1 | 5  | 3  | +2  | 6    | Квалификовала се за нокаут фазу |
| 3   | Северна Кореја   | 3 | 1 | 0 | 2 | 3  | 4  | −1  | 3    |                                 |
| 4   | Нигерија         | 3 | 0 | 0 | 3 | 0  | 11 | −11 | 0    |                                 |

## Утакмице
Сва наведена времена су локална (UTC-4)

### Нигерија и Јужна Кореја
| Нигерија | (0 : 3)  | Северна Кореја                            |
| -------- | -------- | ----------------------------------------- |
|          | Извештај | - Ђин Пјол-хуј 13’, 88’ - Ри Ун-гјонг 73’ |

| Играч утакмице: Ђин Пјол-хуј (Северна Кореја) Званичници Помоћне судије: Елке Лити (Швајцарска) Нели Вјенот (Француска) Четврти судија: Тами Огстон (Аустралија) |

### Сједињене Државе и Шведска
| Сједињене Државе                                           | (3 : 1)  | Шведска                        |
| ---------------------------------------------------------- | -------- | ------------------------------ |
| - Кристин Лили 27’ - Синди Парлов Кон 36’ - Шенон Бокс 78’ | Извештај | - Викторија Сендел Свенсон 58’ |

| Играч утакмице: Кристин Лили (САД) Званичници Помоћне судије: Љу Хсиу-меј (Кинески Тајпеј) Хисае Јошизава (Јапан) Четврти судија: Ксонам Агбои (Того) |

### Шведска и Северна Кореја
| Шведска                       | (1 : 0)  | Северна Кореја |
| ----------------------------- | -------- | -------------- |
| - Викторија Сандел Свенсон 7’ | Извештај |                |

| Играч утакмице: Викторија Сандел Свенсон (Шведска) Званичници Помоћне судије: Арли Кин (Аустралија) Жаклин Лелу (Аустралија) Четврти судија: Им Јун-Џу (Јужна Кореја) |

### Сједињене Државе и Нигерија
| Сједињене Државе                                                                     | (5 : 0)  | Нигерија |
| ------------------------------------------------------------------------------------ | -------- | -------- |
| - Миа Хам 6’ (пен.), 12’ - Синди Паелоу 47’ - Еби Вамбак 65’ - Џули Фауди 89’ (пен.) | Извештај |          |

| Играч утакмице: Миа Хам (Сједињене Државе) Званичници Помоћне судије: Сабрина Луис (Аргентина) Алехандра Серкато (Аргентина) Четврти судија: Им Јун-Џу (Јужна Кореја) |

### Шведска и Нигерија
| Шведска                                      | (3 : 0)  | Нигерија |
| -------------------------------------------- | -------- | -------- |
| - Хана Љунгберг 56’, 79’ - Малин Мострем 81’ | Извештај |          |

| Играч утакмице: Хана Љунгберг (Шведска) Званичници Помоћне судије: Денис Робинсон(Канада) Линда Брамбл (Тринидад и Тобаго) Четврти судија: Katriina Elovirta (Финска) |

### Северна Кореја и Сједињене Државе
| Северна Кореја | (0 : 3)  | Сједињене Државе                               |
| -------------- | -------- | ---------------------------------------------- |
|                | Извештај | - Еби Вамбак 17’ (пен.) - Кет Вајтхил 48’, 66’ |

| Играч утакмице: Кет Вајтхил (Сједињене Државе) Званичници Помоћне судије: Клајди Мери Рибеиро (Бразил) Марлеј Силва (Бразил) Четврти судија: Катрина Еловирта (Финска) |